# Serie B

## Ekipe 2013-14
- Avellino
- Bari
- Brescia
- Carpi
- Cesena
- Cittadella
- Crotone
- Empoli
- Juve Stabia
- Latina
- Modena
- Novara
- Padova
- Palermo
- Pescara
- Reggina
- Siena
- Spezia
- Ternana
- Trapani
- Varese
- Virtus Lanciano

## Prvaki
|         | 1                                                       | 2                                                    | 3                                                   |                               |
| ------- | ------------------------------------------------------- | ---------------------------------------------------- | --------------------------------------------------- | ----------------------------- |
| 1929–30 | Casale                                                  | Legnano                                              | (La Dominante)                                      | –                             |
| 1930–31 | Fiorentina                                              | Bari                                                 | (Palermo)                                           | –                             |
| 1931–32 | Palermo                                                 | Padova                                               | (Verona)                                            | –                             |
| 1932–33 | Livorno                                                 | Brescia                                              | (Modena)                                            | –                             |
| 1933–34 | Sampierdarenese                                         | (Bari)                                               | (Modena)                                            | –                             |
| 1934–35 | Genova 1893                                             | Bari                                                 | –                                                   | –                             |
| 1935–36 | Lucchese                                                | Novara                                               | (Livorno)                                           | –                             |
| 1936–37 | Livorno                                                 | Atalanta                                             | (Modena)                                            | –                             |
| 1937–38 | Modena                                                  | Novara                                               | (Alessandria)                                       | –                             |
| 1938–39 | Fiorentina                                              | Venezia                                              | (Atalanta)                                          | –                             |
| 1939–40 | Atalanta                                                | Livorno                                              | (Lucchese)                                          | –                             |
| 1940–41 | Liguria                                                 | Modena                                               | (Brescia)                                           | –                             |
| 1941–42 | Bari                                                    | Vicenza                                              | (Pescara)                                           | –                             |
| 1942–43 | Modena                                                  | Brescia                                              | (Napoli)                                            | –                             |
| 1945–46 | Alessandria                                             | (Pro Patria)                                         | (Vigevano)                                          | –                             |
| 1946–47 | Gir. A: Pro Patria Gir. B: Lucchese Gir. C: Salernitana | Gir. A: (Legnano) Gir. B: (Padova) Gir. C: (Ternana) | Gir. A: (Novara) Gir. B: (Empoli) Gir. C: (Pescara) | –                             |
| 1947–48 | Gir. A: Novara Gir. B: Padova Gir. C: Palermo           | Gir. A: (Brescia) Gir. B: (Verona) Gir. C: (Pisa)    | Gir. A: (Como) Gir. B: (Spal) Gir. C: (Lecce)       | –                             |
| 1948–49 | Como                                                    | Venezia                                              | (Vicenza)                                           | –                             |
| 1949–50 | Napoli                                                  | Udinese                                              | (Legnano)                                           | –                             |
| 1950–51 | S.P.A.L.                                                | Legnano                                              | (Modena)                                            | –                             |
| 1951–52 | Roma                                                    | (Brescia)                                            | (Messina)                                           | –                             |
| 1952–53 | Genoa                                                   | Legnano                                              | (Catania)                                           | –                             |
| 1953–54 | Catania                                                 | Pro Patria                                           | (Cagliari)                                          | –                             |
| 1954–55 | Lanerossi Vicenza                                       | Padova                                               | (Modena)                                            | –                             |
| 1955–56 | Udinese                                                 | Palermo                                              | (Como)                                              | –                             |
| 1956–57 | Verona                                                  | Alessandria                                          | (Brescia)                                           | –                             |
| 1957–58 | Triestina                                               | Bari                                                 | (Venezia)                                           | –                             |
| 1958–59 | Atalanta                                                | Palermo                                              | (Lecco)                                             | –                             |
| 1959–60 | Torino                                                  | Lecco                                                | Catania                                             | –                             |
| 1960–61 | Venezia                                                 | Ozo Mantova                                          | Palermo                                             | –                             |
| 1961–62 | Genoa                                                   | Napoli                                               | Modena                                              | –                             |
| 1962–63 | Messina                                                 | Bari                                                 | Lazio                                               | –                             |
| 1963–64 | Varese                                                  | Cagliari                                             | Foggia                                              | –                             |
| 1964–65 | Brescia                                                 | Napoli                                               | S.P.A.L.                                            | –                             |
| 1965–66 | Venezia                                                 | Lecco                                                | Mantova                                             | –                             |
| 1966–67 | Sampdoria                                               | Varese                                               | (Catanzaro)                                         | –                             |
| 1967–68 | Palermo                                                 | Verona                                               | Pisa                                                | –                             |
| 1968–69 | Lazio                                                   | Brescia                                              | Bari                                                | –                             |
| 1969–70 | Varese                                                  | Foggia                                               | Catania                                             | –                             |
| 1970–71 | Mantova                                                 | Atalanta                                             | Catanzaro                                           | –                             |
| 1971–72 | Ternana                                                 | Lazio                                                | Palermo                                             | –                             |
| 1972–73 | Genoa                                                   | Cesena                                               | Foggia                                              | –                             |
| 1973–74 | Varese                                                  | Ascoli                                               | Ternana                                             | –                             |
| 1974–75 | Perugia                                                 | Como                                                 | Verona                                              | –                             |
| 1975–76 | Genoa                                                   | Catanzaro                                            | Foggia                                              | –                             |
| 1976–77 | Lanerossi Vicenza                                       | Atalanta                                             | Pescara                                             | –                             |
| 1977–78 | Ascoli                                                  | Catanzaro                                            | Avellino                                            | –                             |
| 1978–79 | Udinese                                                 | Cagliari                                             | Pescara                                             | –                             |
| 1979–80 | Como                                                    | Pistoiese                                            | Brescia                                             | –                             |
| 1980–81 | Milan                                                   | Genoa                                                | Cesena                                              | –                             |
| 1981–82 | Verona                                                  | Pisa                                                 | Sampdoria                                           | –                             |
| 1982–83 | Milan                                                   | Lazio                                                | Catania                                             | –                             |
| 1983–84 | Atalanta                                                | Como                                                 | Cremonese                                           | –                             |
| 1984–85 | Pisa                                                    | Lecce                                                | Bari                                                | –                             |
| 1985–86 | Ascoli                                                  | Brescia                                              | (Lanerossi Vicenza)                                 | Empoli                        |
| 1986–87 | Pescara                                                 | Pisa                                                 | Cesena                                              | –                             |
| 1987–88 | Bologna                                                 | Lecce                                                | Lazio                                               | Atalanta                      |
| 1988–89 | Genoa                                                   | Bari                                                 | Udinese                                             | Cremonese                     |
| 1989–90 | Torino                                                  | Pisa                                                 | Cagliari                                            | Parma                         |
| 1990–91 | Foggia                                                  | Verona                                               | Cremonese                                           | Ascoli                        |
| 1991–92 | Brescia                                                 | Pescara                                              | Ancona                                              | Udinese                       |
| 1992–93 | Reggiana                                                | Cremonese                                            | Piacenza                                            | Lecce                         |
| 1993–94 | Fiorentina                                              | Bari                                                 | Brescia                                             | Padova                        |
| 1994–95 | Piacenza                                                | Udinese                                              | Vicenza                                             | Atalanta                      |
| 1995–96 | Bologna                                                 | Verona                                               | Perugia                                             | Reggiana                      |
| 1996–97 | Brescia                                                 | Empoli                                               | Lecce                                               | Bari                          |
| 1997–98 | Salernitana                                             | Venezia                                              | Cagliari                                            | Perugia                       |
| 1998–99 | Verona                                                  | Torino                                               | Reggina                                             | Lecce                         |
| 1999-00 | Vicenza                                                 | Atalanta                                             | Brescia                                             | Napoli                        |
| 2000–01 | Torino                                                  | Piacenza                                             | Chievo                                              | Venezia                       |
| 2001–02 | Como                                                    | Modena                                               | Reggina                                             | Empoli                        |
| 2002–03 | Siena                                                   | Sampdoria                                            | Lecce                                               | Ancona                        |
| 2003–04 | Palermo                                                 | Cagliari                                             | Livorno                                             | Messina, Atalanta, Fiorentina |
| 2004–05 | (Genoa)                                                 | Empoli                                               | (Torino)                                            | Treviso, Ascoli               |
| 2005–06 | Atalanta                                                | Catania                                              | Torino                                              | –                             |
| 2006–07 | Juventus                                                | Napoli                                               | Genoa                                               | –                             |
| 2007–08 | Chievo                                                  | Bologna                                              | Lecce                                               | –                             |
| 2008–09 | Bari                                                    | Parma                                                | Livorno                                             | –                             |
| 2009–10 | Lecce                                                   | Cesena                                               | Brescia                                             | –                             |
| 2010–11 | Atalanta                                                | Siena                                                | Novara                                              | –                             |
| 2011-12 | Pescara                                                 | Torino                                               | Sampdoria                                           | –                             |
| 2012-13 | Sassuolo                                                | Verona                                               | Livorno                                             | –                             |

</ref>http://www.rsssf.com/tablesi/ital2alltime.html</ref>